# О подложности Константинова дара

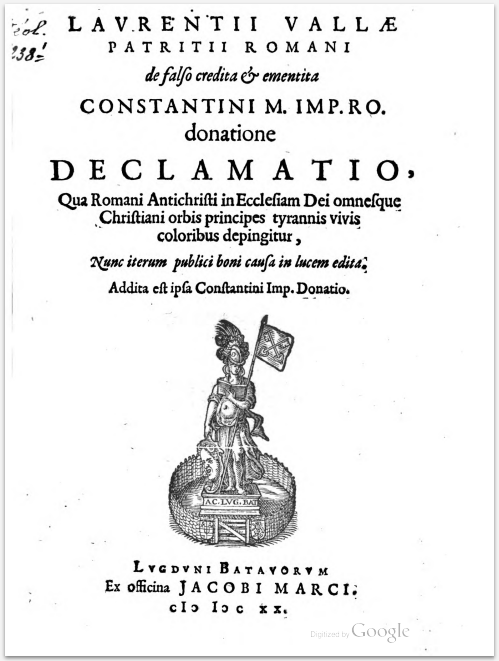
Lorenzo Valla. «De falso credita et ementita Constantini donatione declamatio». 1620

О подло́жности Константи́нова да́ра (лат. «De falso credita et ementita Constantini donatione declamatio» — «Рассуждение о подложности так называемого Константинова дара») — трактат Лоренцо Валлы, заложивший основы исторической и филологической критики, а также стилометрии. Был написан в 1440 году в Неаполе под покровительством, а возможно, и по заказу короля Альфонса Арагонского, секретарем которого служил Валла и который должен был защищаться от притязаний римских пап на сюзеренитет над Неаполитанским королевством. Первое издание (известного немецкого гуманиста Ульриха фон Гуттена) — 1517.
«Константиновым даром» именовалась грамота, якобы выданная императором Константином Великим папе Сильвестру, в которой император объявлял, что передаёт папе власть над всей западной частью Римской империи, сам же удаляется в Константинополь (грамота эта в реальности была сфабрикована около середины VIII в. для обоснования возникшей светской власти пап и в особенности их притязаний на верховенство над мирскими властями на Западе). Враги папского престола давно уже утверждали подложность этого документа: в 1001 году император Священной Римской империи Оттон III провозгласил её особым актом. Однако у них не было никаких научных аргументов, кроме несоответствия документа их собственным представлениям о должных взаимоотношениях папской и императорской власти. 
В своём сочинении Валла научно доказывает недостоверность «Константинова дара»: во-первых, самого факта дарения, и, во-вторых, документа — источника, на котором факт основан. Он указывает на молчание об этом факте всех историков; на отсутствие нумизматических подтверждений; на психологическую невозможность такого отказа; на его юридическую незаконность; наконец на то, что папа, в соответствии со Священным писанием с его идеалом нестяжательства, был бы обязан отказаться от этого дара, даже если бы он был сделан. Наконец, он разбирает сам документ с точки зрения филологии, истории, географии и т. д.; указывает на его нелепости, на неправильный, «варварский» латинский язык документа и т. д. Это сочинение было первым и блестящим примером исторической критики, заложив таким образом основы современной исторической и филологической науки. Валла дал и другие образцы филологической критики, обосновав, что приписываемая Цицерону так называемая «Риторика к Гереннию» на самом деле ему не принадлежит (этот вывод также принимается современной филологией); опроверг он и принадлежность так называемых «Ареопагитик» Дионисию Ареопагиту из «Деяний апостолов».